# Cahaya Negeri (Sindang Kelingi)
Cahaya Negeri is een bestuurslaag in het regentschap Rejang Lebong van de provincie Bengkulu, Indonesië. Cahaya Negeri telt 858 inwoners (volkstelling 2010).